# Emirato di Sicilia
- Hasan I,  (948-954)
- Ahmad I,  (954-969)
- Abū 'l-Qāsim, (969-982).
- Jābir, (982-983).
- Giafar I, (983-985).
- Abd Allāh, (985-989).
- Yūsuf, (989-998).
- Giafar II, (998-1019).
- Aḥmad II, (1019-1037).
- Ḥasan II, (1040-1053).

L'Emirato di Sicilia fu uno Stato insulare dell'Europa mediterranea limitato all'Isola di Sicilia e al suo arcipelago che esistette tra il 948 e il 1091 nei territori invasi e colonizzati dai musulmani. Nel 1091 Ruggero I, conquistata l'ultima roccaforte islamica di Noto, unificò l'intera isola sotto la Contea di Sicilia, istituita nel 1061.

## Storia
In Sicilia la fase storica delle presenza islamica, dall'827 al 1072, può essere ripartita in tre fasi:
- la prima (827-910), in cui la Sicilia aveva un emiro-governatore nominato dall'emiro aghlabide di Qayrawan; durante questo periodo la Sicilia godeva di una autonomia molto ampia e l'influenza esercitata dall'Emiro di Qayrawan era piuttosto blanda, tuttavia la carica di Emiro di Sicilia non fu quasi mai ereditaria. In quel periodo parte dell'isola era ancora in mano ai bizantini di Sicilia (Siracusa fu occupata solo nell'878, Taormina nel 902).
- la seconda (910-948), durante la quale i governanti erano fatimidi; durante questa fase, l'ampia autonomia del periodo precedente venne sensibilmente limitata.
- la terza (948-1072), in cui l'isola fu retta dai Kalbiti, una dinastia sciita-ismailita voluta dall'imam fatimide, che finì col governare l'Isola, da vero e proprio emirato dipendente dai Fatimidi ma con una monarchia islamica ereditaria.[1]

### Nascita dell'emirato
Nel 948 il centro dell’emirato fatimida venne spostato in Egitto e la conduzione dell'isola fu affidata, con la più ampia autonomia, ai kalbiti, fedeli emissari dei Fatimidi. Inizialmente, Hasan I era un governatore della Sicilia per conto dei Fatimidi con una semplice delega di fatto e, non esisteva alcuna concessione ereditaria dell'emirato; fu solo grazie alla sua abilità e lungimiranza politica che nel giro di circa venti anni, Hasan I trasformò ciò che era un governatorato in un Emirato indipendente, che rimase fedele al governo del Cairo solo per ciò che riguardava l'aspetto religioso. Il dominio della Dinastia Kalbita durato oltre cento anni corrisponde anche all’epoca d’oro della Sicilia islamica, un periodo ricco di arte e cultura..
Nel 953, dopo una fortunata spedizione che costrinse i Bizantini a pagare il tributo per la Calabria e dopo aver fondato nella città di Reggio una comunità islamica dotata di moschea, Hasan I si recò nella nuova capitale Mahdiyya per rendere omaggio al quarto sceicco fatimida. Ottenuta l'autorizzazione ad investire come suo erede il figlio Aḥmad I, pressò affinché potesse completare la conquista delle ultime città della Sicilia ricadute sotto il controllo bizantino durante il periodo di anarchia protrattosi tra il 914 e il 920.
L'investitura di Ahamad non era ancora ereditaria per diritto, ma di fatto il processo era avviato.
Nel 956, i Bizantini ruppero la tregua, distrussero la moschea di Reggio e invasero Termini. Due anni dopo, la controffensiva arabo-sicula riportò i confini sullo Stretto di Messina, intanto Al-Muìzz acconsentì alla rottura del precedente accordo con i bizantini e fornì le truppe necessarie per proseguire nella conquista. Nel 962 fu espugnata Taormina, dopo un lungo assedio finalmente cadde anche l'ultima roccaforte di Rometta nel maggio del 965.

### Fase di potenza e massimo sviluppo
Nel 970 deposto il precedente Emiro giunse a Palermo Abu l-Qasim Ali (970-982) che riuscì a sedare le tensioni tra berberi e arabi.
Nel 976 i Bizantini attaccarono la città di Messina, il tentativo di invasione fu fermato con successo e ciò consentì di saccheggiare diverse città bizantine del Sud Italia. Con Abu l-Qasim Ali ogni residua influenza dal Nordafrica, ancora presente con i due Emiri precedenti, cessa del tutto e l'Emirato siciliano si trova in uno stato di totale indipendenza giuridica e politica. Da questo momento in poi, il legame della Sicilia con Il Cairo, sia formalmente sia sostanzialmente, è esclusivamente di tipo religioso. Nel 982, imperatore tedesco Ottone II scese fino in Calabria con le sue armate, gli arabo-siculi stavolta si coalizzarono coi bizantini per fare fronte comune contro le mire espansionistiche dell'imperatore germanico, ottenendo un grande successo. La vittoria venne funestata dall'uccisione in battaglia dell'Emiro Qasim, ma le armate tedesche e i loro alleati italici furono costretti ad una frettolosa fuga verso nord e lo stesso imperatore Ottone II si salvò per puro caso fuggendo su un'imbarcazione mercantile bizantina.
Venne investito nuovo emiro di Sicilia Jābir, figlio del defunto Qasim; l'anno successivo Jābir venne deposto e seguirono i brevi regni di Giafar I (983-985) e ʿAbd Allāh (985-989) che videro una generale pacificazione dal punto di vista della politica interna, ma che videro in politica estera la ripresa delle ostilità navali contro l'Impero bizantino, la Repubblica di Venezia e la Repubblica di Pisa.
Nel 989 inizia il regno di Yūsuf e l'Emirato siciliano entra nella fase della sua massima potenza politica e militare, la flotta siciliana diventa una delle più potenti del Mediterraneo. L'organizzazione dello Stato viene riformata, il nuovo Emiro Yūsuf si dota di un Visir e di un Ciambellano di corte. Da questo momento e per tutti i tre decenni successivi, con l'Emiro Ysuf e poi col di lui figlio Giafar II, l'Emirato di Sicilia giunse all'apice della sua potenza politica e militare. Detta situazione si tradusse anche nel campo socioeconomico, artistico e letterario ove si raggiunsero altissimi livelli di progresso e raffinatezza.
Nel 998, Ysuf, colpito da grave infermità, abdicò in favore del figlio Giafar II; costui, assumendo le redini dello Stato, rispolverò, dopo più di un millennio, il titolo di Re (in arabo Malik) di Sicilia, reputandolo più appropriato per l'Isola, memore del fatto che la Sicilia era stato un regno nell'antichità. Amante della pace, egli preferì la vita agiata ai disagi delle spedizioni militari, trascorrendo il suo tempo nell'ozio e nel benessere del suo Parco della Favara (fawwāra = "sorgente") in cui dispose l’edificazione di Maredolce a Palermo, noto ancora ai tempi di Ruggero II come Qaṣr Jaʿfar (il palazzo di Giafar), circondato da poeti e artisti di ogni sorta. Lui stesso fu un fine poeta, scrittore e filologo esperto.
Il periodo di regno di Giafar II rappresenta il momento di massima espansione e influenza per l'Emirato siciliano. La capitale Palermo (Balarm in siculo-arabo) raggiunse grandi splendori e si colmò di palazzi, moschee, opere d'arte e parchi reali coltivati a palma da dattero.
L'autorità di Giafar II fu contestata nel 1015 da suo fratello ʿAlī, che raccolse un esercito di schiavi berberi e africani di colore, cercando di rovesciarlo. Il tentativo fallì e ʿAlī fu catturato e giustiziato, per punizione tutti i berberi presenti in Sicilia furono cacciati.

Il suo Visir Hasan Ibn Muhammad inasprì enormemente la pressione fiscale, soprattutto a danno del ceto aristocratico e questo rese molto impopolare Giafar II.
Nel 1019, Palermo si rivoltò contro i Kalbiti; venne assaltato il loro palazzo e vennero uccisi il visir e il Ciambellano; Giafar II e il padre, il vecchio emiro Yūsuf, che aveva rinunciato nel 998 al trono in seguito a una patologia che lo aveva reso infermo, vennero risparmiati ma furono costretti a riparare in Egitto. Il governo dell'Emirato di Sicilia venne affidato ad Aḥmad ibn Yūsuf al-Akḥal, detto Ahmad II, fratello di Giafar II.

### La decadenza
L'Emirato di Sicilia era nato fondandosi su un'economia di guerra e di rapina che poteva svilupparsi solo con continue spedizioni e scorrerie ai danni delle regioni vicine. Col passare dei decenni lo slancio verso la guerra santa, dei guerrieri appartenenti all'aristocrazia nordafricana giunta in Sicilia circa due secoli prima, si spense definitivamente. Nelle generazioni che seguirono erano sempre meno frequenti i guerrieri e sempre più frequenti i raffinati e gaudenti cortigiani, letterati e studiosi che rappresentavano pur sempre una minoritaria aristocrazia islamica (di origine nordafricana) contrapposta alla totalità della popolazione siciliana mal convertita all'Islam o ancora cristiana.
Da questo momento in avanti, gli emiri che si succedettero non riuscirono più a porre in essere le lungimiranti e fortunate gesta che avevano caratterizzato i loro predecessori, alcuni regnarono male, altri non riuscirono più a estendere i territori come nel passato, ma anzi i vari tentativi vennero sempre più respinti da una convergenza di interessi da parte dei regni italiani di scacciare i musulmani. Si avviava così una fase di decadenza dell’emirato, anche perché le nuove generazioni di regnanti non avevano la stessa tempra dei genitori.
Nel 1026 i Bizantini annientarono tutti gli avamposti siculo-arabi situati sulla costa ionica della Calabria e utili per richiedere il tributo in quella regione. Ahmad II chiese aiuto agli Ziridi d'Africa e assieme a questi si diede alla pirateria. Questo lo portò ad assentarsi per lunghi periodi dalla corte palermitana, lasciando il potere nelle mani del figlio Giafar che macchiandosi di pesanti iniquità, mise l'aristocrazia di origine nordafricana contro il resto dei siciliani, Ahmad II scelse di appoggiare i primi contro i più numerosi secondi e nel 1031 raddoppiò in un sol colpo la tassazione sui ceti popolari siculo-arabi.
Tutto ciò portò ad uno stato di forte tensione politica che sfociò nel 1034 in una vera e propria guerra civile che spaccò la stessa famiglia reale, il fratello Abu Hafs in appoggio dei ceti popolari siciliani si rivoltò contro Ahmad II che, per restare al potere, fu costretto a chiedere aiuto all'Impero romano d'Oriente che nominatolo "Maestro" gli promise l'invio del potente esercito di Giorgio Maniace. Gli islamici di Sicilia videro questa sudditanza del loro Emiro ad un Re cristiano come una immane vergogna e gli voltarono le spalle fino ad isolarlo.
Nel 1037, gli Ziridi, dall'attuale Tunisia, si mossero in armi contro l'Emirato di Sicilia invadendone ampie porzioni, Ahmad II inizialmente, grazie all'aiuto dei Bizantini, riuscì a tenere testa all'invasione, ma ritiratisi questi nei loro territori oltre lo Stretto di Messina lasciarono solo Ahmad II che, rimasto indifeso, venne ucciso.
Questo disastroso scenario di guerra e grande instabilità, venutosi a creare a causa dell'invasione dei nordafricani ziridi guidati dall'emiro ʿAbd Allāh, indusse i Bizantini a ritornare in campo per tentare la riconquista della Sicilia.
Nel 1038, sotto il comando di Stefano, fratello dell'imperatore Michele IV il Paflagone, le armate bizantine, rafforzate con alcune truppe, formate da normanni ed esuli lombardi, guidate dal generale Giorgio Maniace sbarcarono a Messina dilagando nel Val Demone.
La spedizione, tuttavia, si concluse con un insuccesso da un punto di vista strategico, a causa della riscossa dei siculo-arabi, ma i risultati tattici conseguiti furono di grande importanza, perché veniva meno il mito dell'invincibilità degli arabi che dettero finalmente dei segni di cedimento interno su tutto il territorio siciliano. Maniace poi fu richiamato in patria a causa delle invidie che le sue imprese avevano suscitato e non poté più riprendere in Sicilia le sue azioni militari.
Nel suo corpo di spedizione aveva però militato il normanno Guglielmo Braccio di Ferro che, tornato tra i suoi parenti, riferì delle meraviglie dell'isola e della possibilità di farsene un dominio a scapito dei musulmani.
Cacciati gli ziridi e i bizantini, nel 1040, venne acclamato come nuovo Emiro di Sicilia Hasan II, fratello minore di Ahamad II, ucciso in battaglia tre anni prima. Il suo potere, però, risultò fortemente limitato e condizionato dall'aristocrazia (soprattutto quella palermitana) concentrata nella potente assemblea della Giamà’a. Nel 1052, il debole Ḥasan II venne deposto dai palermitani che proclamarono una sorta di "Repubblica islamica", durata vent'anni, sotto il dominio di un ristretto e potente gruppo di aristocratici.
Con la fine della Dinastia dei Kalbiti, l'Emirato di Sicilia entrò in una fase di insanabile anarchia, l'ultima della sua storia, che fu il preludio dell'avvento dei normanni Altavilla latori di una nuova gloriosa era per la Sicilia.

L'Emirato siciliano si sfaldò e l'isola da allora fu divisa in quattro diversi potentati territoriali, praticamente indipendenti e rivali tra loro, chiamati Caidati; tuttavia nessun Qāʾid prese mai il titolo di "Emiro", limitandosi ad esercitare il suo potere all'interno dei confini del suo dominio. 

I quattro Caidati erano:
- Caidato di Trapani, Marsala, Mazara e Sciacca, in cui regnava ʿAbd Allāh ibn Mankūd (1044 - 1065).
- Caidato di Girgenti, Castrogiovanni e Castronuovo, che apparteneva ad Ibn al-Hawwas (1044 - 1065).
- Caidato di Palermo e di Catania, il cui signore era Ibn al-Maklatī (1044 - 1061).
- Caidato di Siracusa, che faceva riferimento a Ibn al-Thumna (1044 - 1062).[9]

### La fine dell'Emirato di Sicilia
Come già anticipato, il normanno Guglielmo Braccio di Ferro, tornato tra i suoi parenti dopo l'infruttuosa spedizione di Giorgio Maniace, riferì delle meraviglie dell'isola di Sicilia e della possibilità di farsene un dominio a scapito dei musulmani.
Nel febbraio 1061 i fratelli Roberto il Guiscardo e Ruggero, della famiglia di origine normanna degli Altavilla, sbarcarono nei pressi di Messina per iniziare le operazioni di conquista dell'isola. L'occupazione di Messina avvenne poco dopo e, nonostante l'arrivo di rinforzi dal Maghreb, la superiorità militare normanna a poco a poco s'impose in un'isola ormai preda delle contese tra i piccoli signorotti (qāʾid) musulmani. Messina fu la prima grande città siciliana a cadere nelle mani di Ruggero, divenendo la prima capitale del nascente Stato siciliano degli Altavilla.
Nel 1063 nei pressi del fiume Cerami (un affluente del Salso) Ruggero sconfisse un esercito di arabi siciliani e ifriqiyani, in cui cadde anche il qāʾid di Palermo, Arcadio.
Contribuì alla disfatta dei siculo-arabi anche la Repubblica Marinara di Pisa, alleata degli Altavilla, che nel 1063 attaccò il porto di Palermo, nella cosiddetta impresa di Palermo, mettendo in grave difficoltà i musulmani e saccheggiando numerose navi, con un bottino che servirà anche per la costruzione della famosa cattedrale in Piazza dei Miracoli. 
Catania fu occupata nel 1071 nella seconda discesa normanna e la nascita della Gran Contea di Sicilia, e Palermo nel 1072, dopo un anno d'assedio.
La perdita delle principali città portuali inferse un duro colpo al potere musulmano sull’isola. L'ultima sacca di resistenza attiva fu Siracusa governata da Ibn ʿAbbād conosciuto come Benavert, signore di Siracusa. Sconfisse Giordano, figlio di Ruggero di Sicilia nel 1075, occupò nuovamente Catania nel 1081 e poco dopo saccheggiò la Calabria. Tuttavia, Ruggero assediò Siracusa nel 1086 e Ibn Abbad tentò di rompere l'assedio con una battaglia navale, nella quale morì accidentalmente. Dopo questa sconfitta Siracusa si arrese. La moglie e il figlio fuggirono a Noto e Butera. Intanto la città di Qas'r Ianni (Castrogiovanni, l'attuale Enna) era governata da Hammud, che si arrese e si convertì al cristianesimo solo nel 1087
L'ultimo baluardo della presenza islamica in Sicilia fu Noto che, al termine di 30 anni di guerra, cadde nel 1091 nelle mani di Ruggero sovrano indiscusso della nuova Contea di Sicilia.
Dopo la conquista della Sicilia, i Normanni destituirono dal potere l'emiro locale, Yusuf Ibn Abdallah, rispettando i costumi degli arabi residenti.

## Contesto economico, culturale e sociale

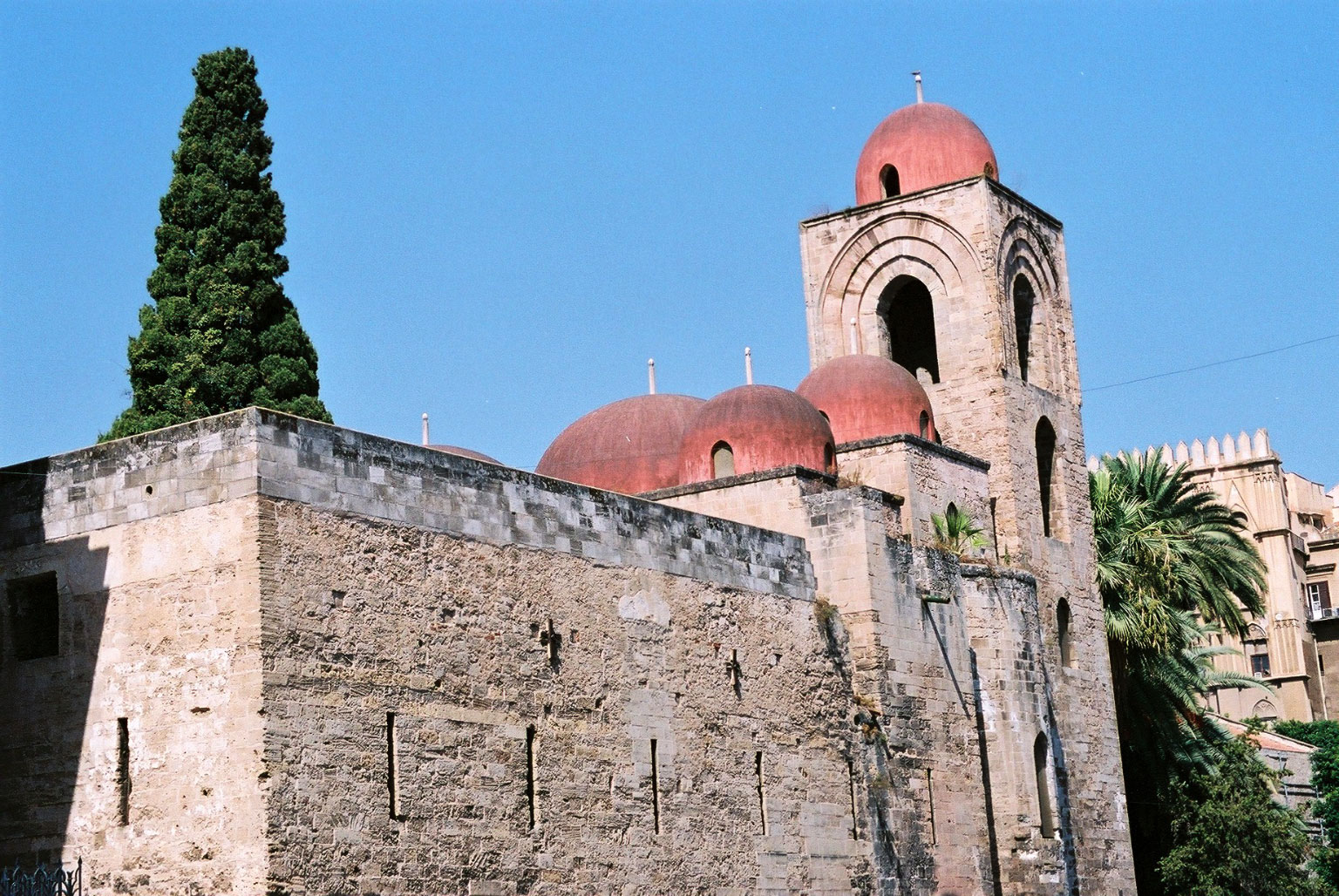
La Chiesa di San Giovanni degli Eremiti a Palermo

I musulmani imposero ai cristiani siciliani che non intendevano convertirsi all'Islam la consueta fiscalità prevista dalla dhimma (più pesante rispetto a quella riservata ai sudditi musulmani - assoggettati al solo pagamento della zakāt - e costituita dalla jizya ed eventualmente dal kharāj), così la parte occidentale dell'isola si convertì quasi al 50%, mentre la parte orientale mantenne prevalentemente la fede cristiana. Nell'usuale statuto giuridico della dhimma ai cristiani fu vietato di fare proselitismo e di edificare nuovi luoghi di culto, consentendo tuttavia il culto in forma privata nella pratica nicodemica e nelle chiese già esistenti e furono soppressi i vescovadi
Altri non-arabi siciliani, furono ridotti in schiavitù e deportati nella città tunisina di Qayrawan, che all'epoca era la capitale del grande Imamato fatimide dell'Africa nord-occidentale. Tra questi i genitori cristiano-bizantini di quello che diventerà uno dei più grandi generali islamici: Giafar al-Siqilli.

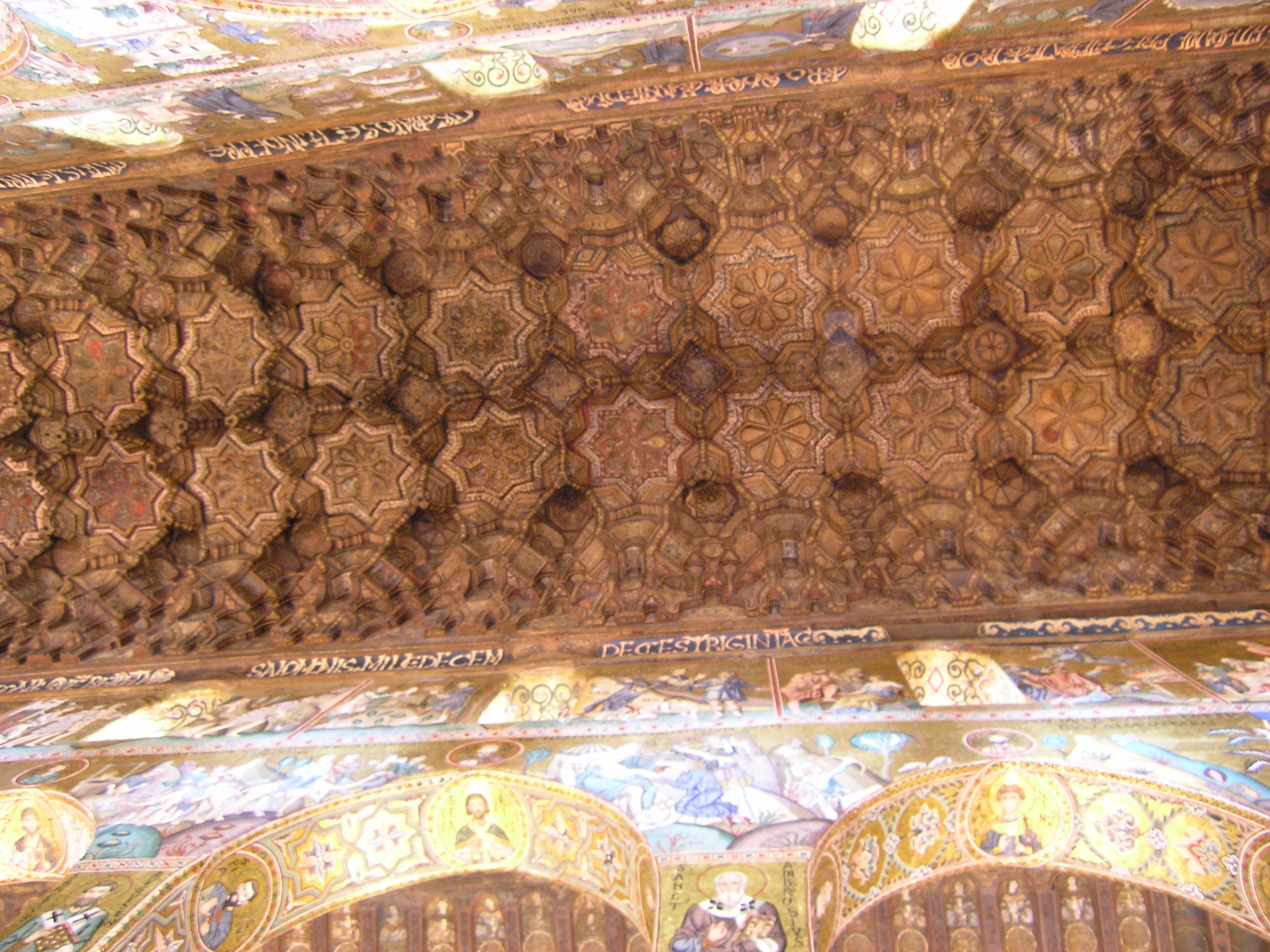
Muqarnas all'interno della Cappella Palatina di Palermo

Durante il periodo islamico, le comunità ebraiche siciliane -in particolar modo quella di Palermo- aumentarono di numero, per l'arrivo di ebrei schiavi e riscattati dai loro correligionari. Gli ebrei durante il periodo musulmano furono perlopiù artigiani e commercianti che condussero un lucroso commercio tra la Sicilia, il Maghreb e l'Egitto. Grazie al livello di ricchezza e prosperità che raggiunsero poterono donare denaro allo yeshivah di Palestina. Gli ebrei, esattamente come i cristiani, pagavano la jizya e l'imposta sugli immobili (kharāj), dalla seconda metà dell'XII secolo iniziarono a pagare anche una tassa speciale sulle merci importate (ushr). Una lettera scritta alla vigilia della conquista degli Altavilla, intorno al 1060, spiega che l'ultimo sovrano musulmano di Palermo, Muḥammad ibn al-Bābā al-Andalusī, nominò Zakkāar ben ʿAmmār nagid della comunità ebraica palermitana.
L'eventuale conversione del "non islamico" (siciliano o bizantino) comportò la restituzione dello status di uomo libero (Mawlā) e, per un artifizio giuridico non esente da implicazioni sociali di una certa importanza, essi venivano affiliati giuridicamente alla tribù araba d'appartenenza di quanti avevano combattuto nell'area e l'avessero conquistata.
Palermo (Balarm) fu designata capitale in quanto residenza dell'Emiro, ebbe un notevole sviluppo urbanistico divenendo potente e popolosa. Ibn Hawqal, mercante e geografo nel X secolo nel suo Viaggio in Sicilia parla di Palermo come città dalle "trecento moschee". Nonostante questo la maggioranza della popolazione non si convertì all'Islam.

### L'economia

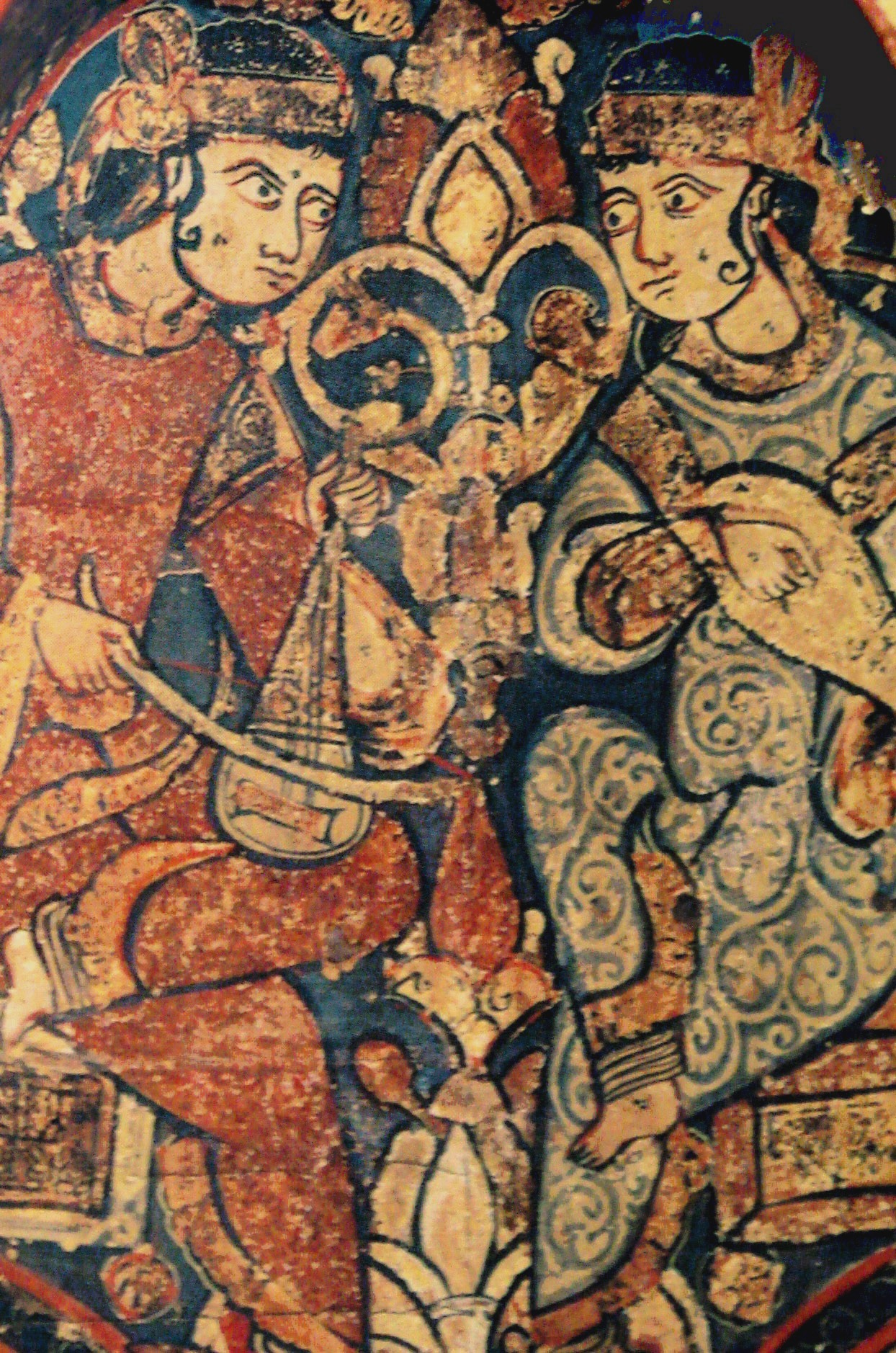
Musicanti arabi a Palermo

Secondo la maggioranza degli storici, Amari in testa, la Sicilia, durante questa fase, rifiorì sia economicamente che culturalmente e godette di un periodo lungo di prosperità. Vennero introdotte tecniche innovative nell'agricoltura, in particolare nel Val di Mazara, e abolita la monocoltura del grano che risaliva al tardo impero, si passò alla varietà delle coltivazioni. Fu anche frantumato il latifondo. Nel commercio la Sicilia fu inserita in un'estesa rete marittima, divenendo il punto nevralgico degli scambi mediterranei.
Nel 1050 Palermo raggiunse i 350.000 abitanti, divenendo una delle più grandi città d'Europa, dietro solo alla capitale dell'Emirato di Spagna, Cordova, e alla capitale dell'Impero bizantino, Costantinopoli. In seguito dell'invasone normanna la popolazione scese a 150 000, per poi declinare ulteriormente a 51 000 nel 1330.
In agricoltura si diffuse la coltivazione dei cereali, vite e olivo che era una coltivazione asciutta e non richiedeva irrigazione. Le nuove piante introdotte come l'arancio, il limone, la canna da zucchero, il papiro e gli ortaggi necessitavano di irrigazione. Ciò fa intuire un apporto soprattutto locale piuttosto che arabo in quanto pur essendo prodotti provenienti dai paesi limitrofi, gli arabi e i berberi non possedevano le stesse capacità dei siciliani, quanto al trasporto dell'acqua. A meno di non considerare un contributo specifico di tecnici persiani, che possedevano un'ottima tradizione rispetto ai popoli del Nord Africa.

### L'amministrazione
La Sicilia era suddivisa amministrativamente in tre valli (aqālīm, pl. di Iqlīm): Val di Mazara, Val Demone e Val di Noto. Questa triplice ripartizione serviva anche a distinguere i differenti approcci di governo. La Sicilia occidentale infatti era maggiormente islamizzata e la presenza numerica degli arabi era molto maggiore rispetto alle altre parti. Nel Val Demone invece le difficoltà nella conquista e le resistenze della popolazione determinarono un'amministrazione perlopiù concentrata nel mantenimento delle tasse e dell’ordine pubblico.
L'emiro era a capo dell'esercito, dell'amministrazione, della giustizia e batteva moneta; egli risiedeva nell'odierno Palazzo Reale - nominava i governatori delle città maggiori, i giudici (qāḍī) più importanti e gli arbitri in grado di dirimere le controversie minori fra privati (hakam). Esisteva anche un’assemblea di notabili detta giamà’a che affiancava e in alcuni casi sostituiva l’emiro nelle decisioni.
È anche assai probabile che a Palermo fosse attivo un ṭirāz, laboratorio in cui le autorità sovrane facevano creare tessuti di grande pregio (spesso concessi in segno di apprezzamento ai propri sudditi per premiarli della loro opera o come dono di Stato nel caso dell'invio o del ricevimento di ambascerie straniere).
I combattenti o giund nel conquistare le terre ottenevano i 4/5 come bottino (fai’) e 1/5 era riservato allo Stato o al governatore locale (khums), ciò seguendo le regole del diritto islamico. Tuttavia questa regola non venne sempre rispettata e in molte aree come in quella di Agrigento i nuovi proprietari non ne avrebbero avuto il diritto. Ma c’è da dire che questa distribuzione delle terre determinò la fine del latifondo e la possibilità di uno sfruttamento migliore delle terre. Vennero così introdotte nuove coltivazioni laddove da secoli si coltivava solo il grano. Comparve la canna da zucchero, gli ortaggi, gli agrumi, i datteri e i gelsi e si avviò anche uno sfruttamento minerario.

### La monetazione
La moneta introdotta dagli arabi era il dinar, in oro e dal peso di 4,25 grammi. Il dirhem era d’argento e pesava 2,97 grammi. Gli aghlabiti introdussero il solidus in oro e il follis in rame. Mentre a seguito della conquista di Palermo nel 886 venne coniata la kharruba che valeva 1/6 di dirhem.